# Burna Boy
Damini Ebunoluwa Ogulu (Porto Harcourt, 2 de julho de 1991), conhecido profissionalmente como Burna Boy, é um cantor, compositor e produtor musical nigeriano. Ele ganhou reconhecimento em 2012 após lançar "Like to Party", o single principal de seu álbum de estúdio de estreia, "L.I.F.E." (2013). Em 2017, Burna Boy assinou um contrato com a Atlantic Records e sua empresa-mãe, a Warner Music Group. Seu terceiro álbum de estúdio, "Outside", que também marcou sua estreia em uma grande gravadora, foi lançado em 2018.
Em 2019, Burna Boy venceu o prêmio de Melhor Artista Internacional no BET Awards e foi nomeado artista Apple Music Up Next. No mesmo ano, ele lançou seu quarto álbum de estúdio, "African Giant", que ganhou o prêmio de Álbum do Ano no All Africa Music Awards de 2019 e foi indicado para Melhor Álbum de World Music no 62º Grammy Awards. Em 2020, Burna Boy ganhou o prêmio de Artista Africano do Ano no Ghana Music Awards e lançou seu quinto álbum de estúdio, "Twice as Tall", que venceu o prêmio de Melhor Álbum de World Music no 63º Grammy Awards. Ele venceu o prêmio de Melhor Artista Internacional no BET Awards de 2021 pela terceira vez.

O sexto álbum de estúdio de Burna Boy, "Love, Damini", lançado em julho de 2022, alcançou a maior estreia de um álbum nigeriano na parada Billboard 200. Também se tornou o álbum africano com a maior posição nas paradas da França, Holanda e Reino Unido. Em outubro de 2022, Burna Boy foi condecorado com a placa de Membro da Ordem da República Federal(en) por suas conquistas na música. Em 2023, a Rolling Stone o classificou em 197º lugar em sua lista dos 200 maiores cantores de todos os tempos. Burna Boy ganhou seu quarto prêmio de Melhor Artista Internacional no BET Awards de 2023. Sua canção "Last Last" venceu as categorias de Single Afrobeats do Ano e Canção do Ano no The Headies 2023. Burna Boy se tornou o primeiro artista africano a ter dois álbuns com mais de 1 bilhão de streams no Spotify.